# Heinz Rühmann
Heinrich Wilhelm „Heinz” Rühmann (Essen, Német Császárság, 1902. március 7. – Aufkirchen, Berg am Starnberger See, Bajorország, 1994. október 3.) német színész, filmrendező, énekes, a 20. századi német filmművészet jelentős személyisége. Az 1930-as évek elejétől a Harmadik Birodalom egyik legnépszerűbb, sokat foglalkoztatott filmszínésze, a „tipikus német kisember” megtestesítője. A háború után érett karakterszínészként folytatta, színészi teljesítményéért számos kitüntetést kapott.

## Élete

### Származása, pályakezdése
A rajna-vidéki Essenben született. Apja, Hermann Rühmann kezdetben sikeres vendéglős volt, 1913-ban megvette az esseni Handelshof szállodát, több üzlettel és vendéglátó egységgel együtt. Itt Heinz már gyermekkorától kezdve énekléssel, kisebb jelenetekkel szórakoztatta a vendégeket. A várt forgalom azonban elmaradt, az apa a következő évben csődöt jelentett, ennek következtében a szülők viszony is megromlott. 1915 márciusában az apa Berlinbe költözött, itt rövidesen – tisztázatlan körülmények között – meghalt, valószínűleg öngyilkosságot követett el.
Az anya, Margarethe három gyermekével – Heinzcel, ifj. Hermannnal és Ilsével – 1916-ban Münchenbe költözött. A szűkös özvegyi nyugdíjból és árvaellátásból nehezen éltek. 1919 tavaszán Heinzet anyja felső-reáliskolába íratta, hogy ott leérettségizzen. Ekkor már színész akart lenni, rendszeresen fellépett egy müncheni amatőr színházban. Meghallgatta őt Ernst Ritter von Possart (1841–1921) színigazgató, aki eltanácsolta őt a pályáról, de Rühmann nem adta fel: a müncheni Udvari Színház színész-rendezőjétől, Friedrich Basiltól (1862–1938) vett színjátszó órákat. Basil rövidesen felvette őt a színházhoz. (Basil néhány hónappal később Adolf Hitlert is tanította szónoklásra és hatásos gesztusok alkalmazására).

### Pályája a második világháború végéig
Az 1920-as évek elejétől Rühmann számos német színházban szerepelt. Egyik legelső filmszerepe, a Mese a benzinkútról egycsapásra a közönség kedvencévé tette, ezután sorban kapta a könnyed, vígjátéki szerepeket. Komikus színészként és énekesként népszerűsége töretlenül növekedett az 1930-as és 1940-es években. A nemzetiszocializmus hatalomra jutásakor Németországban maradt. Bár a demokrácia híve volt, óvakodott a nyílt politikai színvallástól, nem nyilatkozott sem a rendszer ellen, sem mellette. Így mindvégig dolgozhatott és szerepelhetett, barátjához és színészkollégájához, Hans Albershez hasonlóan.

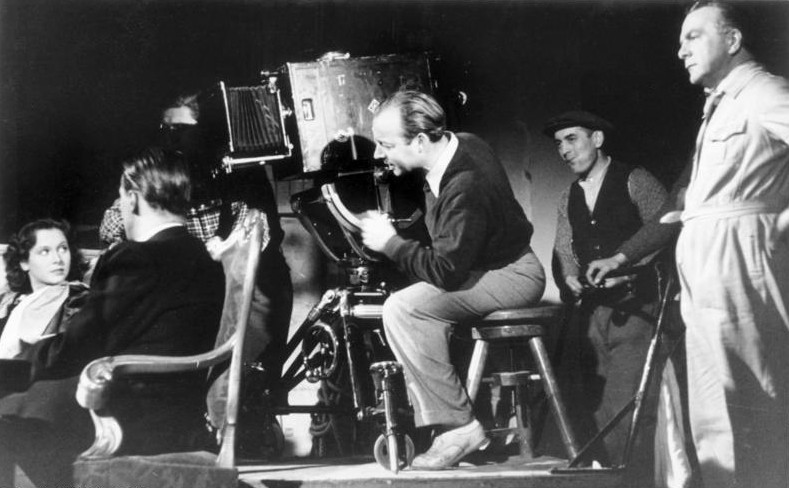
Heinz Rühmann mint filmrendező, a kamera mellett (1942)

A háborús években Rühmann is szerepelt olyan filmekben, melyek a náci állam megrendelésére készültek. 1941-ben főszereplője volt az Így is lehet repülni (Quack, der Bruchpilot) című filmvígjátéknak, ahol egy kétbalkezes harci pilótát alakított. Ugyancsak 1941-ben a Csoda a hálókocsiban (Der Gasmann) című filmben, amelyet Carl Froelich (1875–1953) rendező, a Birodalmi Filmkamara (Reichsfilmkammer) elnöke rendezett, ismét Rühmann játszotta a főszerepet. A történet egy gázóra-leolvasóról szólt, akit ellenséges kémnek néznek.
1944-ben a Helmut Weiss által rendezett Tűzfogó bólé (Die Feuerzangenbowle) című film bemutatását a cenzúra betiltotta, a „hatósági tekintély rombolásának” indokával. A főszereplő Rühmann kihasználta a náci hatóságokhoz fűződő jó kapcsolatait, elvitte a filmet a kelet-poroszországi Rastenburgba, a Führer főhadiszállására. Szűkkörű vetítés után Hermann Göring elérte, hogy Hitler feloldja a film zárlatát. A személycseréken alapuló vígjáték Rühmann egyik legnépszerűbb filmje lett
Az „állam színészeit” (Staatsschauspieler) nem hívták be katonai szolgálatra. Rühmann is elkerülte a behívást a Wehrmachtba. Személyét színészként hasznosabbnak ítélték. A kötelező alapkiképzés helyett elfogadták pilótajogosítványát. A totális háború végső fázisában, 1944 szeptemberében Joseph Goebbels Rühmannt is felvette a „pótolhatatlan művészek” listájára (Gottbegnadeten-Liste), akiket végleg mentesítettek a fegyveres szolgálat kötelezettsége alól. Ő volt Goebbels és Hitler kedvenc színművésze. Általános népszerűségét mutatja, hogy kedvenc színésze volt egyfelől Hitlernek és Goebbelsnek, másfelől a holokausztot naplójában megörökítő Anne Franknak is. Rühmann fényképe ma is látható a Frank család egykori rejtekhelyén, Anne múzeummá alakított szobájának falára feltűzve.
1938-ban Rühmann igen alacsony áron megvásárolt egy értékes villát Berlin Klein-Wannsee kerületében, a KadeWe áruházlánc 1932-ben elhunyt tulajdonosának, Adolf Jandorfnak özvegyétől, aki a náci hatalom elől Hágába készült menekülni. A háború után Rühmannt kikezdték azzal a váddal, hogy anyagi hasznot szerzett a zsidóüldözésből. 1945 márciusában a villa a berlini csata frontvonalába került. A Rühmann-Feiler házaspár elmenekült, és különböző átmeneti szállásokon húzta ki a háború végéig. Házuk a harcokban teljesen megsemmisült.
Goebbelshez fűződő kapcsolata révén Rühmann személyét nem használták fel közvetlen náci propagandafilmekben. 1940-ben, a Dánia és Norvégia elleni hadjárat idején feljelentették, hogy feleségével együtt el akarja hagyni az országot. Goebbels a propagandaminisztérium osztályvezetőjét, Fritz Hipplert (a későbbi birodalmi filmfőintendánst) bízta meg az ügy kivizsgálásával. A miniszter későbbi naplóbejegyzése szerint „Rühmann pozitívan nyilatkozott.” A feljelentőt pszichés kezelésre utalták (gemaßregelt).

### A világháború után
1994-ben kiadott önéletrajzában Rühmann azt írta, hogy 1945 májusában Berlinben szovjet katonatisztek kérték ki véleményét „az új német filmgyártás felépítéséről.”
2001-ben a FAZ újságírója kiderítette, hogy Rühmann, más német művészekhez és szakemberekhez hasonlóan a Moszkvából visszatérő Walter Ulbricht kommunista politikai csoportjának tanácsadója volt.
Közvetlenül a világháború után Rühmannt a nemzetiszocialista kultúrpolitika egykori kedvezményezettjeként kezelték, emiatt egy ideig fellépési tilalommal sújtották. 1946. március 28-án „nácitlanítási” eljárásban vizsgálatnak vetették alá, és igazolták, hogy „további művészi tevékenysége nem esik kifogás alá”. 1946 júniusában engedélyt kért és kapott színházi előadások szervezésére és egy kis utazó vándorszínész társulattal lépett fel országszerte. 1947-ben Berlin nyugati szektorában megalapította a Comedia nevű filmgyártó vállalatot, amely 1953-ban csődbe jutott.
Az 1950-es évek közepén felfutó német filmgyártás azonban az ő számára is új lehetőségeket biztosított. Keresett karakterszínésszé vált. Helmut Käutner rendezőtől két nagy főszerepet kapott, 1953-ban az Örökség a ketrecben, majd 1956-ban A köpenicki kapitány című filmekben. Utóbbival nemzetközi elismerést aratott. A „kapitány” szerepéért 1957-ben megkapta a német filmkritikusok díját.
Újabb címszerepet kapott Axel von Ambesser rendező 1960-as Svejk, a derék katona című filmvígjátékában, amely Jaroslav Hašek szatirikus regényéből készült. Az 1960-as évek elején a G. K. Chesterton detektívregényeiből készült német filmsorozat központi karakterét, Brown atyát játszotta. 1965-ben Stanley Kramer producer meghívta Hollywoodba, a Bolondok hajója filmben a német zsidó Löwenthal szerepének eljátszására. A következő három évtizedben nagy számú, különböző jellegű és minőségű filmszerepet kapott, ezek révén sikerült háború előtti népszerűségét visszaszereznie.
Az 1960-as évektől folyamatosan játszott nyugatnémet és osztrák színházakban is. 1976 szilveszter estéjén vendégszerepelt a bécsi Állami Operaházban, A denevér című operettben mint Frosch fogházőr. A későbbi évtizedekben sűrűn szerepelt a német televízióban színészként és narrátorként. Az 1980-as évektől a német színpadokon, televíziós és rádiós irodalmi műsorokban művek felolvasójaként is működött.
1992-ben a német televízió külön ünnepi műsort adott Rühmann 90. születésnapja alkalmából, ahol művésztársai és közéleti személyek köszöntötték. Utolsó filmszerepét, egy Konrad nevű idős, német sofőrt Wim Wenders 1993-as Távol és mégis közel c. filmdrámájában játszotta el.

### Pilóta és úrvezető
Az 1920-as években Rühmann magánúton megtanult repülőgépet vezetni, oktatója Eduard von Schleich százados, első világháborús vadászpilóta volt. 1930-ban Rühmann megszerezte a pilóta-jogosítványt. A Mese a benzinkútról című 1930-as filmjéért kapott gázsiból vásárolt egy 1928-as fejlesztésű, Klemm KL-25 típusú modern monoplán sportrepülőgépet. Kiváló képességű pilótának bizonyult.
Az 1941-es Így is lehet repülni (Quax, der Bruchpilot) című repülős filmvígjáték forgatásához felfogadott hivatásos pilóta „lesérült”, a légierő a háborús helyzet miatt nem adott helyettesítő pilótát. Rühmann „bevállalta” a film összes repülős jelenetét, még a műrepülős figurákat is. Egész életében szenvedélyes pilóta maradt, barátait, nőismerőseit mindig szívesen vitte körrepülésekre. Hatvanöt évesen eladta első repülőgépét, de hamarosan újat vásárolt, hogy ismét repülhessen. Pilótaengedélyét csak nyolcvanéves korában adta végleg vissza.
Első személyautója egy háromkerekű Diabolo kisautó volt (a modellt 1922–1927 között gyártották). Később 1933-ban, amikor Berlin-Schmargendorf kerületében élt, egy Röhr 8. típusú automobillal rendelkezett.

### Magánélete

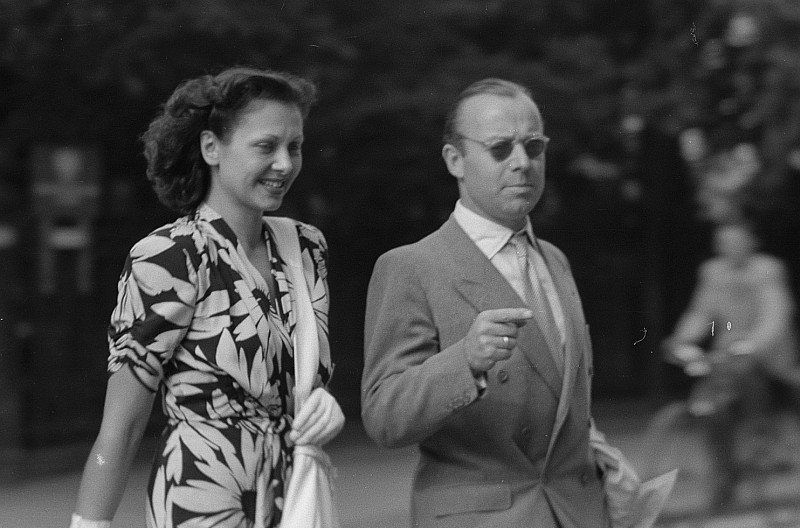
Hertha Feiler és Heinz Rühmann (1946)

Első felesége a zsidó származású Maria Bernheim (1897–1957), művésznevén Maria Herbot volt. 1924 augusztusában házasodtak össze, 1938 őszén elváltak. A válás után az asszony elhagyta Németországot és Stockholmban hozzáment egy svéd színészhez. A világháború után Rühmannt az új német sajtóban opportunizmussal vádolták, hogy azért vált el „politikailag támadható” feleségétől, hogy saját karrierjét előmozdítsa. Életrajzának kutatói kimutatták, hogy házassága amúgyis szétesőben volt, és a válással feleségét menekülési lehetőséghez segítette.
Maria Bernheim személyesen jelen volt exférjének második, 1939-es esküvőjén, és később maga is Rühmann védelmében tett nyilatkozatot.
Második felesége, Hertha Feiler (1916–1970) bécsi születésű osztrák színésznő volt, akit Rühmann 1939. július 1-jén vett feleségül. Az 1935-ös nürnbergi faji törvények értelmében felesége (egyik nagyapja révén) „negyedrészt zsidónak” számított. A besorolás engedélyezte számukra a házasságkötést, de később mindkettőjüket kizárás fenyegette a Birodalmi Filmkamarából (Reichsfilmkammer). Rühmann ekkor már széles körben ismert és népszerű személyiség volt. Kérelmére Joseph Goebbels propagandaminiszter külön fellépési engedélyt adott mindkettőjüknek, amely bármikor visszavonható volt. Cserébe a Rühmann házaspár „jó társasági” kapcsolatokhoz segítette Goebbelst.
Rühmann második házasságból 1942-ben egy fiú született, Heinzpeter „Peter” Rühmann, aki gépészmérnöki pályára lépett, és a Müncheni Műszaki Egyetem tanáraként ment nyugdíjba. Peter Rühmann három gyermeke közül az 1975-ös születésű Melanie Rühmann német színésznő lett.
Hertha Feiler 1970. november 2-án elhunyt. Az özvegy Rühmann 1974-ben harmadszor is megnősült. Hertha Droemer (született Hertha Wohlgemuth, 1923–2016) színész-írónőt, Willy Droemer (1911–2000) könyvkiadó korábbi feleségét vette el, akit már korábbról, az 1960-as évek közepe óta ismert. A házasság Rühmann haláláig, 1994-ig fennállt.

### Halála, emlékezete
Heinz Rühmann 92 éves korában, 1994. október 3-án hunyt el otthonában, a felső-bajorországi Berg am Starnberger See-hez tartozó Aufkirchen faluban. Rendelkezésének megfelelően elhamvasztották, urnáját október 30-án Aufkirchen-ben temették el. Berg község utcát nevezett el róla, egykori lakóházának közelében (Heinz-Rühmann-Weg). Grünwald község (a Bavaria Filmstúdiók otthona) szintén utcát nevezett el róla (Heinz-Rühmann-Straße).

### Utóélete
Népszerűsége halála után is sokáig töretlen maradt. 1995-ben posztumusz megkapta a Goldene Kamera-díjat mint „az évszázad legnagyobb német színésze”. 2006-ban, a ZDF televízió által rendezett Unsere Besten című műsor közönségszavazása őt hozta ki „legkedveltebb német színész”-nek.

## Főbb filmszerepei
- 1926: Das deutsche Mutterherz; Oscar
- 1930: Mese a benzinkútról (Die Drei von der Tankstelle); Hans
- 1930: Betörők (Einbrecher); Victor Sérigny
- 1931: Montecarlo bombázása(Bomben auf Monte Carlo); Peter Schmidt főhadnagy
- 1931: Feleségem a szélhámos (Meine Frau, die Hochstaplerin); Peter Bergmann bankhivatalnok
- 1931: A sikkasztók (Der brave Sünder); Wittek
- 1931: A kisasszony valutája (Man braucht kein Geld); Heinz Schmidt
- 1932: Az ezred büszkesége (Der Stolz der 3. Kompanie); Gustav Diestelbeck
- 1932: Es wird schon wieder besser; Fred Holmer mérnök
- 1932: Az aranykerék (Strich durch die Rechnung); Willy Streblow autóversenyző
- 1933: A pezsgőháború (Lachende Erben); Peter Frank
- 1933: Boldogság útja (Heimkehr ins Glück); Amadori
- 1933: Éjféli vallomás (Es gibt nur eine Liebe); Eddy Blattner balettmester
- 1934: A nagyherceg pénzügyei (Die Finanzen des Großherzogs); Pelotard (rend. Gustaf Gründgens)
- 1934: Kis Pipin (Pipin, der Kurze); August Pipin
- 1935: Egy görbe nap (Der Himmel auf Erden); Peter Hilpert
- 1935: Aki mer az nyer (Wer wagt – gewinnt); Paul Normann kis beosztott
- 1935: Éva (Eva); Willibald Riegele
- 1936: Csókvásár (Wer zuletzt küßt…); Franz Angerer
- 1936: Allotria (Allotria); David
- 1936: Nem vagyunk angyalok (Wenn wir alle Engel wären); Christian Kempenich
- 1936: Lumpáciusz Vagabundusz (Lumpacivagabundus); Zwirn szabósegéd
- 1937: A gyáva hős (Der Mann, von dem man spricht); Toni Mathis
- 1937: Der Mann, der Sherlock Holmes war; Macky McPherson
- 1937: Mintaházasság (Der Mustergatte); Billy Bartlett
- 1938: 5 milliomos keres 1 örököst (5 Millionen suchen einen Erben); Peter Pett / Patrick Pett
- 1939: Vihar egy kalap körül (Der Florentiner Hut); Theo Farina
- 1939: Házasság kizárva! (Paradies der Junggesellen); Hugo Bartels anyakönyvvezető
- 1939: Hurrá! Apa lettem! (Hurra, ich bin Papa!); Peter Ohlsen hallgató
- 1940: Ruha teszi az embert (Kleider machen Leute); Wenzel szabósegéd
- 1940: Kívánsághangverseny (Wunschkonzert); Heinz Rühmann (önmaga)
- 1941: Fő a boldogság (Hauptsache glücklich!); Axel Roth
- 1941: Csoda a hálókocsiban (Der Gasmann); Hermann Knittel
- 1941: Így is lehet repülni (Quax, der Bruchpilot); Otto „Quax” Groschenbügel pilóta
- 1942: Frontszínház ( Fronttheater); önmaga
- 1943: Erénycsősz (Ich vertraue Dir meine Frau an); Peter Trost
- 1944: Tűzfogó bólé (Die Feuerzangenbowle); Dr. Johannes Pfeiffer / Hans Pfeiffer
- 1947: Quax in Afrika; Otto „Quax” Groschenbügel pilótaoktató
- 1953: Örökség a ketrecben (Keine Angst vor großen Tieren); Emil Keller
- 1953: Briefträger Müller; Titus Müller (rendező is)
- 1954: Auf der Reeperbahn nachts um halb eins; Pittes Breuer
- 1955: Wenn der Vater mit dem Sohne; Teddy Lemke
- 1956: Charley nénje (Charleys Tante); Dr. Otto Dernburg
- 1956: A köpenicki kapitány (Der Hauptmann von Köpenick); Wilhelm Voigt
- 1958: Az ígéret – Fényes nappal történt (Es geschah am hellichten Tag); Matthäi rendőr-főhadnegy
- 1958: A nevelő (Der Pauker); Dr. Hermann Seidel
- 1959: Aki átmegy a falon (Ein Mann geht durch die Wand); Buchsbaum úr
- 1960: Der Jugendrichter; Dr. Ferdinand Bluhme bíró
- 1960: Iskolatársak voltunk (Mein Schulfreund); Ludwig Fuchs
- 1960: Svejk, a derék katona (Der brave Soldat Schwejk); Josef Švejk
- 1962: Max, a zsebtolvaj (Max, der Taschendieb), Max Schilling
- 1965: Bolondok hajója (Ship of Fools); Löwenthal  (rend. Stanley Kramer)
- 1965: Szerelmi körhinta (Das Liebeskarussell); Hellberg professzor
- 1966: La bourse et la vie; Henry Schmidt (partnerek Jean-Pierre Mocky, Fernandel)
- 1966: Maigret legnagyobb esete (Maigret und sein grösster Fall); Maigret felügyelő
- 1967: A Szent Péter hadművelet (Operazione San Pietro); Erik Braun bíboros
- 1968: Az ügynök halála (Der Tod des Handlungsreisenden); tévéfilm, Willy Loman
- 1968: A kacsa ½ 8-kor csenget (Die Ente klingelt um halb acht); Dr. Alexander
- 1970: Barátom, Harvey (Mein Freund Harvey), tévéfilm; Elwood Dowd
- 1976: Nem olyan, mint a többi este (Kein Abend wie jeder andere), tévéfilm; Roeder régiségkereskedő
- 1978: Heinz Rühmann erzählt Max und Moritz von Wilhelm Busch; önmaga
- 1978: Szolgák és más urak, tévéfilm; templomszolga / komornyik / Edward
- 1979: Balthazar közlekedik (Balthasar im Stau); több szerepben
- 1980: Három az igazság (Aller guten Dinge sind drei…); Friebe / Eberts / Weber
- 1992: Vannak még mogyoróbokrok (Es gibt noch Haselnuß-Sträucher), tévéfilmek; Perret-Latour
- 1993: Távol és mégis közel (In weiter Ferne, so nah!); Konrad (rend. Wim Wenders)

## Filmrendezései
- 1938: Lauter Lügen
- 1940: Lauter Liebe
- 1940: Goebbels-Geburtstagsfilm – 1940. 10. 29. (Joseph Goebbels születésnapjára), rövididfilm
- 1943: Majd a gyerekek (Sophienlund)
- 1944: Der Engel mit dem Saitenspiel
- 1948: Die kupferne Hochzeit
- 1953: Briefträger Müller (nem szerepel a stáblistán)

## További információ
- Heinz Rühmann a PORT.hu-n (magyarul)
- Heinz Rühmann az Internetes Szinkronadatbázisban (magyarul)
- Heinz Rühmann az Internet Movie Database-ben (angolul)
- Heinz Rühmann a Rotten Tomatoeson (angolul)
- Heinz Rühmann az AlloCiné weboldalán (franciául)
- Heinz Rühmann Profile. famousfix.com. (Hozzáférés: 2023. január 19.)
- Heinz Rühmann, Biography and Photos (angol / francia nyelven). notrecinema.com